# Saurita ochracea
Saurita ochracea är en fjärilsart som beskrevs av Felder 1869. Saurita ochracea ingår i släktet Saurita och familjen björnspinnare. Inga underarter finns listade.